# Saphenophis atahuallpae
Saphenophis atahuallpae är en ormart som beskrevs av Steindachner 1901. Saphenophis atahuallpae ingår i släktet Saphenophis och familjen snokar.
Artens utbredningsområde är Ecuador. Den första individen hittades vid 2500 meter över havet. Honor lägger ägg. Denna orm lever i molnskogar. Den besöker skogarnas kanter och betesmarker.
Inga underarter finns listade i Catalogue of Life.
Antagligen hotas beståndet av skogsröjningar. Populationens storlek är okänd. IUCN listar arten med kunskapsbrist (DD).